# Esch-sur-Alzette
Esch-sur-Alzette (v lucemburštině Esch-Uelzecht) je druhé největší město Lucemburského velkovévodství. Má přibližně 37 tisíc obyvatel a nachází se 15 km jihozápadně od hlavního města Lucemburku. Leží na řece Alzette (běžně se mu říká jenom Esch, úřední název slouží k odlišení od městečka Esch-sur-Sûre v severním Lucembursku).

## Historie
První pravděpodobná zmínka o vsi Esch-sur-Alzette je datována do let 773/775, první jistá zpráva pochází z roku 927, kdy je zaznamenána v majetku kláštera benediktinů ve Stavelotu . O obci Asch se roku 1128 zmiňuje list papeže Honoria II. V roce 1328 udělil český král a lucemburský hrabě Jan Lucemburský obci Esch titul „Svobodné město“.
V průběhu následujících století byl Esch opakovaně napadán a ničen cizími vojsky. V roce 1677 byly na příkaz francouzského krále Ludvíka XIV. zbořeny městské hradby. Dekretem z července 1841 byl Esch ustaven hlavním městem kantonu Esch Lucemburského vévodství.

## Průmysl
S objevem ložisek železné rudy a s tím spojeným železářským a ocelářským průmyslem začal ve druhé polovině 19. století průmyslový boom. Zpočátku povrchová těžba, později hlubinné doly dodávaly surovinu ke zpracování ve zdejších hutích. Od roku 1892 německý důlní podnikatel Adolph Kirdorf investoval do výstavby a provozu několika vysokých pecí a uhelných dolů. Spolu s bratrem Emilem Kirdorfem vybudoval v letech 1910–1912 „Adolf-Emil-Hütte“. Jejich společnost „Aachener Hütten-Aktien-Verein Rothe Erde“ (s 11 vysokými pecemi) spolu s ocelářskou firmou ARBED (Aciéries Réunies de Burbach-Eich-Dudelange) založenou roku 1911 s 15 vysokými pecemi, s německo-lucemburskými Bergwerks- und Hütten-AG a Hugo Stinnes (s 9 vysokými pecemi) ovládaly těžký průmysl Lucemburska i Porúří. Počet obyvatel Eschu rychle zvyšoval příchod dělníků z Lucemburska i ze zahraničí, především z Polska a Itálie. V roce 1906 měl Esch již 13 tisíc obyvatel a velkovévoda Wilhelm IV. je podruhé prohlásil městem.
Od roku 1910 byla vystavěna obytná čtvrť Brill.
V letech 1940–1944 obsadili město nacisté a využívali hutě a strojírenské závody pro zbrojní průmysl. Industriální zónu pak Spojenci vybombardovali a 10. září 1944 bylo město osvobozeno. 
Útlum průmyslu začal v sedmdesátých letech 20. století, poslední továrna byla uzavřena v roce 1997 a většinu obyvatel zaměstnává terciární sektor. V průmyslové čtvrti Belvalu[nepřesný odkaz] proběhla revitalizace, od té doby se zde nacházejí školská a kulturní zařízení, např. Rockhal, největší koncertní síň v Lucembursku. Ve městě také sídlí Musée national de la Résistance, věnované lucemburskému protinacistickému odboji.

## Obyvatelstvo
Přes 50 procent obyvatel města tvoří imigranti, z nich přes 90 procent pochází ze zemí Evropské unie. Převažují Portugalci (32,7 % od roku 2018). 15 procent obyvatelstva jsou senioři.

## Památky a turistické cíle

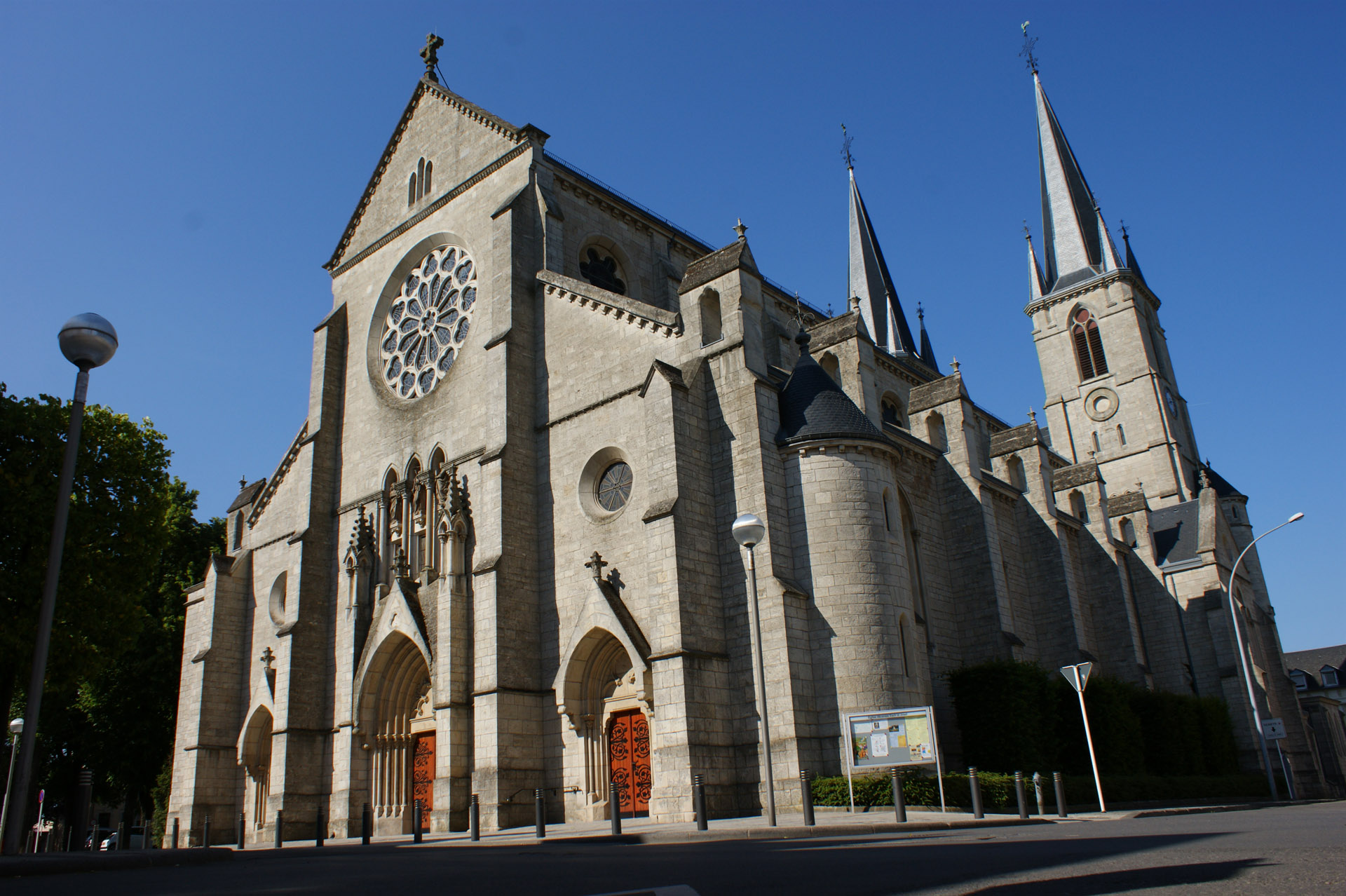
Kostel sv. Josefa

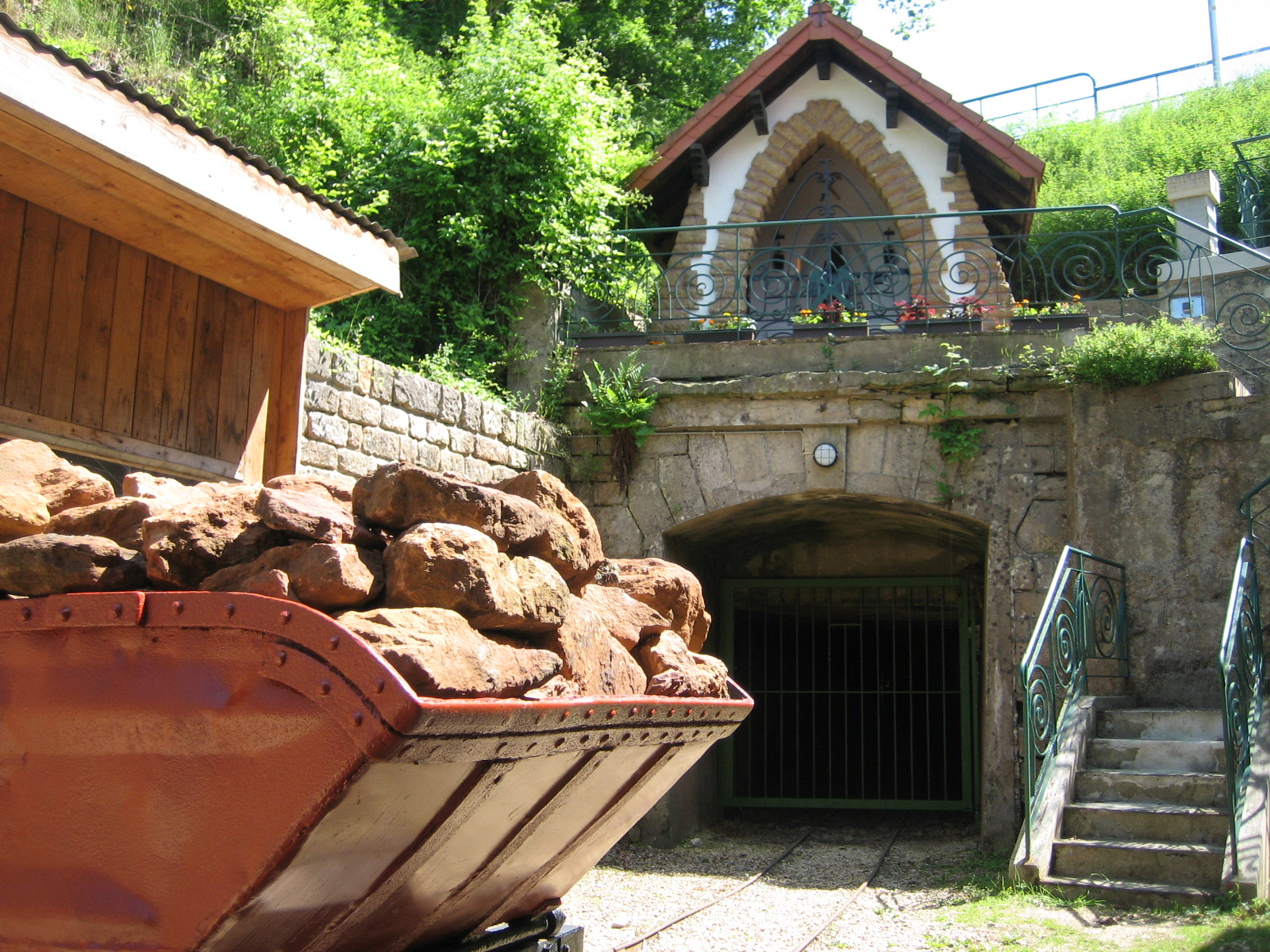
Vstup do štoly dolu Cockerill

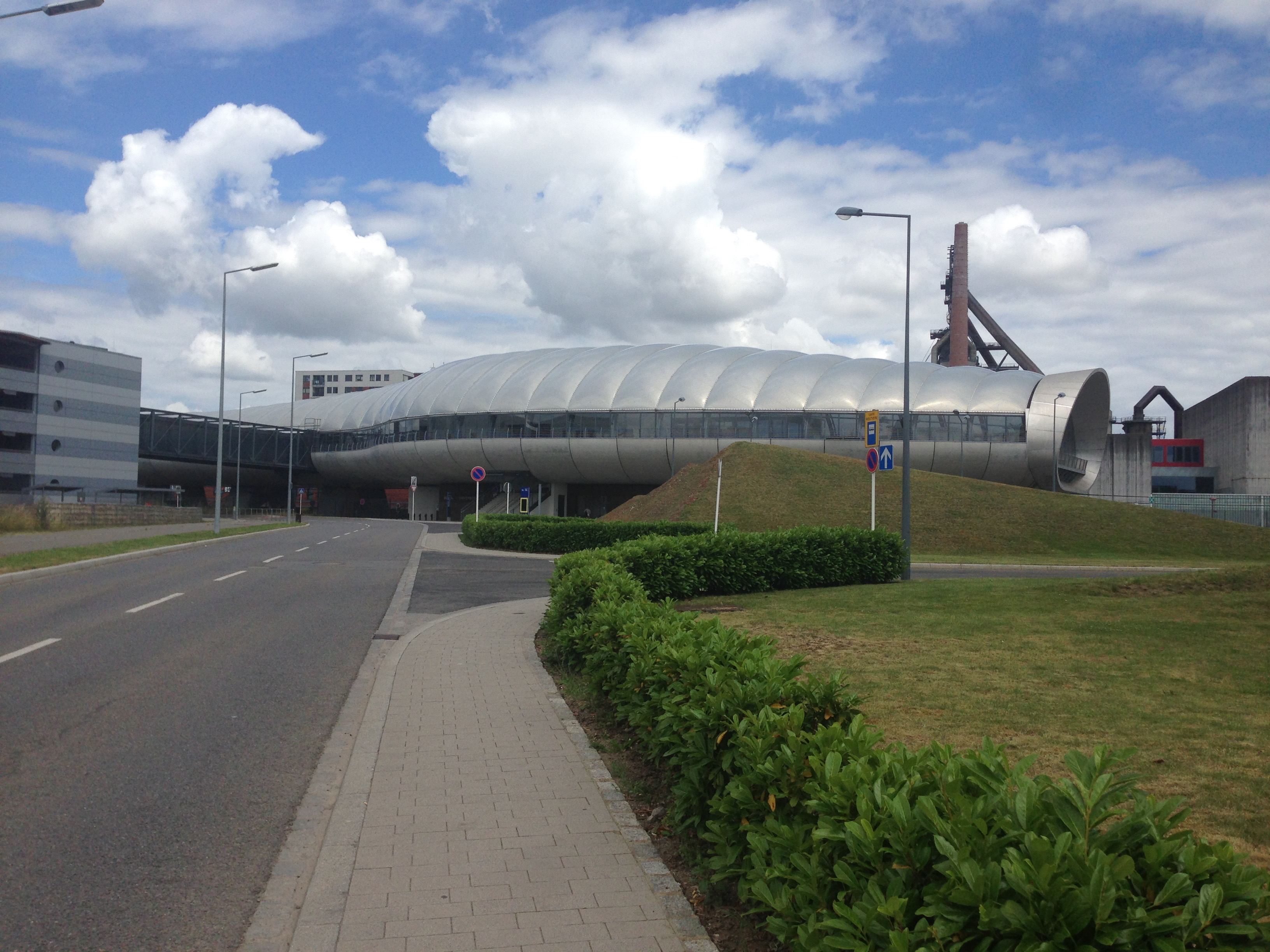
Nádraží Esch-Alzette - Belval (univerzita)

- Děkanský a farní kostel sv. Josefa, římskokatolická bazilika, novogotická trojlodní stavba z let 1873–1877, hlavní městský kostel; dvě jehlancové věže jsou dominantou starého města
- Kostel sv. Jindřicha, novogotická bazilika
- Protestantský templ - cihlová sálová stavba

### Industriální architektura
- Důl Cockerill (v místní části Ellergronn) - komplex domků s kaplí a štolou s nákladním vlakem, slouží jako muzeum

V okolí starých vysokých pecí stojí různé objekty, campus Lucemburské univerzity, mnoho výzkumných center a národní archivy.

## Vzdělání
Univerzita Lucemburska (Université du Luxembourg) byla založena roku 2003, má moderní campus Belval, 4 fakulty a kolem 7000 studentů.

## Sport
- Tři fotbalové kluby: CS Fola Esch byl založen roku 1906 jako první klub v zemi, šestinásobný mistr Lucemburska), Jeunesse Esch (nejúspěšnější mužstvo země s 27 tituly) a Union Sportive (U.S.) Esch hrající v současné době Ehrenpromotion (2. liga).
- 1. října 2022 zde bylo zahájeno Mistrovství světa v Urban Golfu, kterého se zúčastnila také česká reprezentace.
- Každoročně se zde konají profesionální tenisové turnaje okruhu ITF.

## Slavní rodáci
- William Justin Kroll (1889–1973), lucemburský metalurg a vynálezce
- Camillo Felgen (1920–2005), lucemburský zpěvák pop-music, textař a moderátor
- François Besch (* 1963), fotograf a žurnalista
- Mandy Minellaová (* 1985), profesionální tenistka

## Partnerská města
- Coimbra, Portugalsko
- Kolín nad Rýnem, Německo
- Lutych, Belgie
- Lille, Francie
- Mödling, Rakousko
- Offenbach am Main, Německo
- Puteaux, Francie
- Rotterdam, Nizozemsko
- Turín, Itálie
- Velletri, Itálie
- Zemun, Srbsko